# Anthrenus tarnawskii
Anthrenus tarnawskii – gatunek chrząszcza z rodziny skórnikowatych i podrodziny Megatominae.
Gatunek ten opisany został po raz pierwszy w 2006 roku przez Marcina Kadeja i Jiříego Hávę na łamach czasopisma „Genus”. Jako lokalizację typową wskazano Namib Us Pass. Epitet gatunkowy nadano na cześć koleopterologa Dariusza Tarnawskiego.
Chrząszcz o silnie wypukłym, krótko-owalnym w zarysie ciele długości 2,2  mm i szerokości około 1,6 mm, z wierzchu i od spodu porośniętym łuskami. Głowa zaopatrzona jest w duże, wysklepione oczy złożone i brązowe, jedenastoczłonowe czułki o buławce zbudowanej z trzech członów. Na czole występują białe i brązowe łuski oraz pseudooczka. Przedplecze ma białe łuski na krawędzi przedniej oraz jasno- i ciemnobrązowe łuski w kątach i na krawędzi tylnej. Dołki na czułki są całkowicie otwarte. Pokrywy porastają łuski białe, jasnobrązowe i ciemnobrązowe do czarnych, formujące dobrze wygraniczone plamy, w tym dużą, grzybokształtną plamę ciemnobrązową w części wierzchołkowej. Spód ciała porastają łuski białe, jedynie w przednio-bocznych kątach sternitów odwłoka i pośrodku wierzchołka piątego jego sternitu występują łuski brązowe. Odnóża są brązowe, o stopach zwieńczonych lekko zakrzywionymi pazurkami. Genitalia samca cechują się szerokimi z zakrzywionymi wierzchołkami paramerami oraz szerokim, lekko zakrzywionym, ale na szczycie wyprostowanym edeagusem.
Owad afrotropikalny, znany z Zimbabwe, Namibii, Botswany i Południowej Afryki.